# Seychellernas damlandslag i volleyboll
Seychellernas damlandslag i volleyboll  representerar Seychellerna i volleyboll på damsidan. Laget organiseras av Seychelles Volleyball Federation. Deras främsta merit är att de vann afrikanska mästerskapet 2001. De har även deltagit i afrikanska spelen vid flera tillfällen, med en fjärdeplats som bästa placering. Laget har även vunnit den i sammanhanget mindre tävlingen indiska oceanspelen vid flera tillfällen.